# Hélène Saule-Sorbé
 (septembre 2016).
Hélène Saule-Sorbé, née en 1956, est une aquarelliste et illustratrice française, spécialiste des Pyrénées, professeur (université Bordeaux Montaigne, Université de Pau) et auteure de nombreux ouvrages.

## Biographie
Fille d’instituteurs, elle découvre les Pyrénées en suivant son père Marcel Saule, botaniste amateur (auteur d’une monumentale Flore des Pyrénées qu’elle illustrera). Elle suit des études à la faculté d’arts plastiques de Paris I. Après une agrégation d'arts plastiques, elle est professeur à l'université de Bordeaux III et directrice de recherches à l'université de Pau.
Hélène Saule-Sorbé vit en Béarn et consacre l'essentiel de ses multiples activités aux Pyrénées : en tant qu'artiste elle-même, principalement l'aquarelle, auteur d'œuvres originales et d'illustrations d'ouvrages divers, albums jeunesse, la Grande Flore illustrée des Pyrénées écrite par son père, Marcel Saule (éditions Milan, 2002).
En tant qu'historienne de l'art, elle travaille sur les représentations des sociétés et des paysages pyrénéens par les artistes, soit seule (Pyrénées, voyage par les images), soit en tant que directrice de publication (Melling, Antoine-Ignace). Elle a effectué un travail personnel d'interprétation des orographies de Franz Schrader.
Elle est aussi l'auteur d'ouvrages sur la pédagogie.
Elle fait partie des créateurs des Éditions du Pin à crochets en 1995.

## Expositions
- Orographies, musée d’art moderne de Collioure, 1994 ; Les Escaldes (Andorre) ; Le Parvis, Tarbes, Pau ; musée Bonnat-Helleu, Bayonne ; abbaye de l’Escaladieu, 1999.

## Publications
- Les contes du Hedas ou les contes du fond du ravin, éditions CSEPR, 1987 Illustrations de contes compilés par Marie-Luce Cazamayou
- Louis Espinassous, Les Diamants de la grande ourse : deux oursons des Pyrénées, éditions de Faucompret (jeunesse)
- Louis Espinassous, La Porte du soleil, éditions de Faucompret
- Louis Espinassous, Trompette et le monstre du lac, éditions de Faucompret
- Louis Espinassous, Les Flammes de pierre, éditions de Faucompret, 1991
- Louis Espinassous, La chute de Tête-Rouge, éditions de Faucompret
- Joseph Peyré, Le pré aux ours, Pau, J&D, 1991
- Pyrénées, voyage par les images, éditions de Faucompret, 1993
- Orographes, hommage à Franz Schrader, éditions de Faucompret, 1994
- Marcel Saule, La grande flore illustrée des Pyrénées, Milan, 2002
- Languedoc, voyages pittoresques et romantiques du baron Taylor, Paris, Bibliothèque de l'image, 2002 (texte)
- Blancs pyrénéens (avec Denise Baudéan et Marie Lauribe), Le Pin à Crochets, 2004
- Pyrénéens, hommes et pierres (avec Denise Baudéan et Marie Lauribe), Le Pin à Crochets, 2004
- Pyrénées Frontières, Le Pin à Crochets, 2006
- Les botanistes de la flore pyrénéenne (avec Gérard Largier et al.), Le Pin à Crochets, 2010
- Pyrénées, ouvrages d’eau (avec Édouard Decam), Le Pin à Crochets, 2012